# Rose Nabinger
Rose Nabinger est une chanteuse de jazz née le 23 octobre 1958 à Francfort-sur-le-Main, en Allemagne. Elle reprend notamment des standards du jazz, et a donné plusieurs concerts et participé à plusieurs festivals et galas.
Durant ses jeunes années Rose Nabinger chantait déjà dans des clubs américains à Francfort et dans les environs. Elle a fait ses études à Heidelberg et à la Philipps-Universität de Marburg. Depuis ce temps-là, elle vit à Marbourg. Elle a donné des concerts, des festivals et des galas en Allemagne et dans d'autres pays d'Europe. Rose Nabinger chante essentiellement des titres de jazz traditionnel. Elle a donné la plupart de ses concerts avec l'ensemble de jazz « Kreiswerkerschaft und Rose Nabinger ».
Elle a écrit les textes allemands de plusieurs titres classiques de jazz. Elle a écrit « Sankt Elisabeth » sur la musique de Prof. Christian Bruhn.
Jusqu'en 2001 elle était « German Member of the FIM Working Group Jazz » de la Fédération internationale des musiciens, Paris.
De 2001 à 2004 elle a été nommée par le ministre Walter Riester pour le domaine de la musique dans le  « Beirat der Künstlersozialkasse », en tant que représentante des musicien(ne)s de l'Allemagne qui exercent le métier indépendamment. Sa nomination a eu lieu sur la proposition des membres de l'« Union Deutscher Jazzmusiker ».
Le congrès fédéral de Ver.di, Vereinte Dienstleistungsgewerkschaft a élu Rose Nabinger en octobre 2003 à Berlin comme vice-présidente de la « Bundeskommission Freie und Selbstständige ».
Elle est mariée et a un fils.

## Albums
- Live im Cafe Vetter
- Kleines Jazzwerk
- Black and Blue

## Single
- Nabi
- Miss Jenny’s Ball
- Papa De - Da - Da